# Marie Heinekenplein

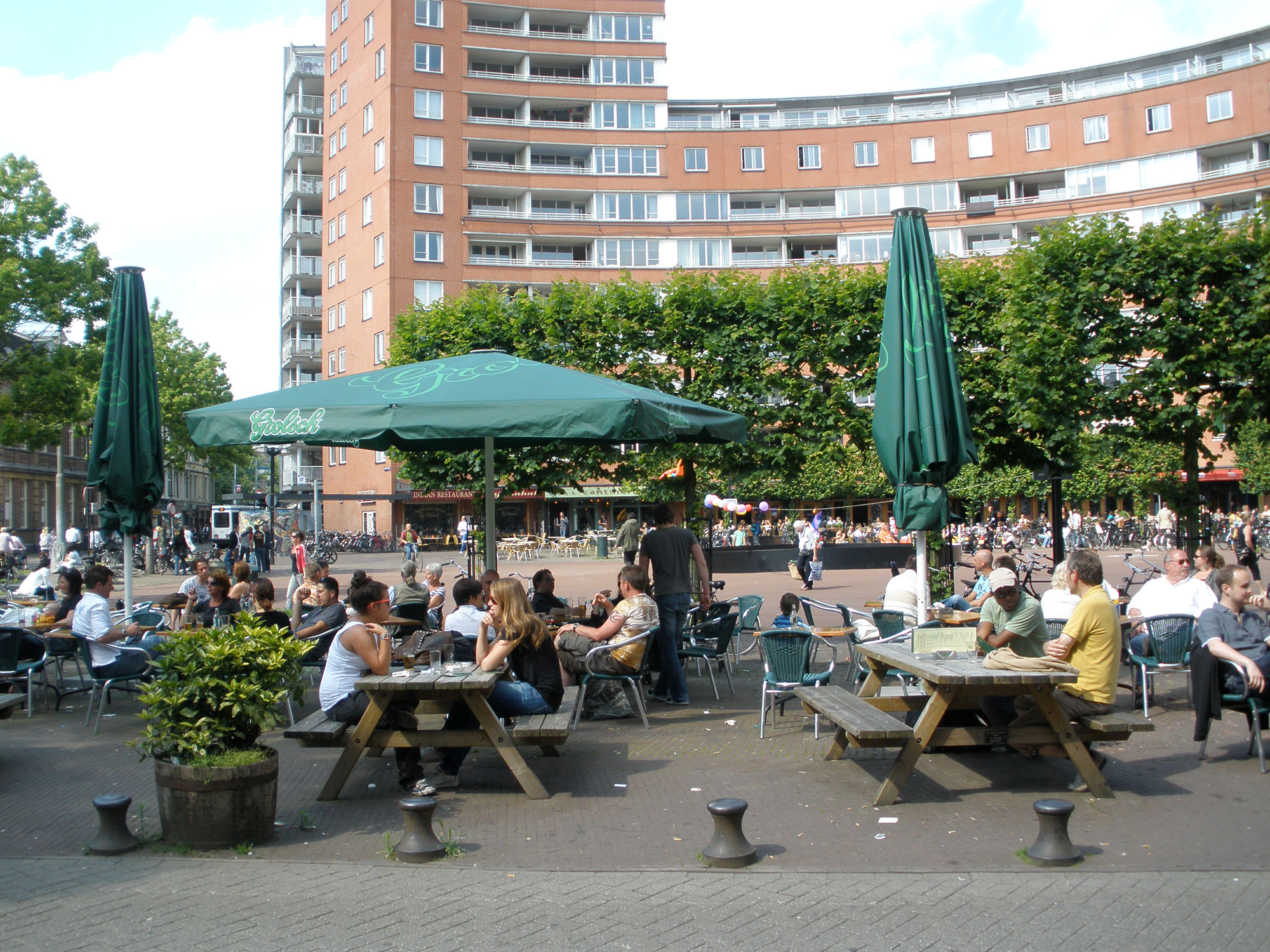
Marie Heinekenplein i juni 2009

Marie Heinekenplein ("Marie Heinekenstorget") är ett torg i Amsterdam, mer känt som Heinekenplein. Det cirkelformade torget används för olika evenemang, såsom bokmarknader och utomhusbio.
Marie Heinekenplein konstruerades i början av 1990-talet. Den ligger precis utanför stadskärnan, i stadsdelen De Pijp, längs gatan Ferdinand Bolstraat. Gatan Quellijnstraat går längs torgets södra ände. Spårvägslinjerna 16 och 24 stannar nära torget.
Längs Marie Heinekenplein finns ett antal barer och kaféer. Torget kantas av kaféterrasser. Mellan torget och gatan Stadhouderskade finns det före detta Heinekenbryggeriet, nu en populär turistattraktion känd som Heineken Experience. Längs den norra sidan av torget finns en modern lägenhetsbyggnad som bland annat innehåller ett snabbköp och andra butiker på bottenplan. En av de tre restaurangerna är den kända kinesiska restaurangkedjan Nam Kee beläget längs torget.
Ursprungligen var området en del av Heinekenbryggerikomplexet. 1988 förstördes det mesta av bryggeriet, och 1993, påbörjades konstruktionen av torget. Namnet på torget utlöste en debatt i Amsterdam. Ursprungligen skulle det döpts efter Nelson Mandela. Planen skrotades efter att Winnie Mandela 1991 dömdes för kidnappning och för att ha varit inblandad i ett misshandelsfall i samband med 14-åriga James Seipeis död. I Nederländerna är det precis som i Sverige olagligt att döpa gator efter levande personer, eller företag. Detta förhindrade också att torget döptes till "Heinekenplein". Torget är beläget i området De Pijp där gatorna normalt är namngivna efter nederländska målare. En elegant kompromiss slogs fast genom att döpa torget efter brorsdottern till Heinekengrundaren Gerard Adriaan Heineken, målaren Marie Heineken (1844-1930).